# (4534) Rimskij-Korsakov
(4534) Rimskij-Korsakov es un asteroide perteneciente al cinturón de asteroides, descubierto el 6 de agosto de 1986 por Nikolái Stepánovich Chernyj desde el Observatorio Astrofísico de Crimea (República de Crimea).

## Designación y nombre
Designado provisionalmente como 1986 PV4. Fue nombrado Rimskij-Korsakov en honor al compositor ruso Nikolái Rimski-Kórsakov.